# Pljučni rak
Pljučni rak je bolezen, za katero je značilna nenadzorovana rast celic v tkivih pljuč. Če ga ne zdravimo, se lahko v procesu, ki se imenuje zasevanje, iz pljuč razširi v bližnje tkivo ali druge dele telesa. Večina primerov raka, ki se pojavijo na pljučih (t. i. primarni pljučni raki), so karcinomi, ki se razvijejo iz epitelijskih celic. Glavni vrsti pljučnega raka sta drobnocelični pljučni rak (angl. small-cell lung carcinoma oz. SCLC) in nedrobnocelični pljučni rak (angl. non-small-cell lung carcinoma oz. NSCLC). Najpogostejši simptomi so kašelj (vključno z izkašljevanjem krvi), hujšanje in zadihanost.
Najpogostejši vzrok pljučnega raka je dolgoročna izpostavljenost tobačnemu dimu, ki povzroči 80–90 % primerov pljučnega raka. Primerov pljučnega raka pri nekadilcih je 10–15 % in jih pogosto pripisujemo kombinaciji genetskih dejavnikov, radona, azbesta, in onesnaženosti zraka, vključno s pasivnim kajenjem. Pljučni rak se lahko vidi na rentgenskem posnetku prsnega koša in računalniški tomografiji (slikanje CT). Diagnoza se potrdi z biopsijo, ki je običajno vodena bronhoskopsko ali s CT-jem. Zdravljenje in dolgoročni rezultati so odvisni od vrste raka, razvojne stopnje bolezni in splošnega zdravja osebe.
Zdravljenje pogosto vključuje operacijo, kemoterapijo in radioterapijo. NSCLC se včasih zdravi z operacijo, SCLC pa se običajno bolje odziva na kemoterapijo in radioterapijo. Na splošno 15 % ljudi v ZDA z diagnozo pljučnega raka preživi pet let po diagnozi. Po vsem svetu je pljučni rak najpogostejši vzrok smrti zaradi raka pri moških in ženskah ter je po podatkih iz leta 2008 kriv za 1,38 milijona smrti na leto.

## Znaki in simptomi
Znaki in simptomi pljučnega raka so med drugim:
- respiratorni: kašelj, izkašljevanje krvi, piskajoče dihanje ali zadihanost;
- sistemski: hujšanje, vročina, betičasti prsti ali utrujenost;
- lokalni: bolečine v prsih, bolečine v kosteh, sindrom vene cave, motnje pri požiranju.

Če rak raste v dihalno pot, lahko ovira pretok zraka, kar povzroča oteženo dihanje. Zato se lahko za zaporo začnejo nabirati izločki, kar lahko vodi do pljučnice.
Glede na vrsto tumorja lahko na bolezen sprva opozorijo t. i. paraneoplastični sindromi. Pri pljučnem raku so ti pojavi lahko Eaton-Lambertov sindrom (mišična slabost zaradi avtoprotiteles), hiperkalciemija ali sindrom neustreznega izločanja antidiuretičnega hormona (SIADH). Tumorji v zgornjem delu pljuč oz. Pancoastovi tumorji lahko napadejo lokalni del simpatičnega živčnega sistema, zaradi česar se lahko pojavi Hornerjev sindrom (povešena očesna veka in ozka zenica na isti strani) in poškodbe brahialnega pleteža.
Številni simptomi pljučnega raka (slab apetit, hujšanje, vročina, utrujenost) niso specifični. Pri mnogih ljudeh se rak, preden prizadeti opazijo simptome in poiščejo zdravstveno pomoč, že razširi zunaj mesta, kjer je prvotno nastal. Pogosto se razširi v možgane, kosti, nadledvično žlezo, na drugo pljučno krilo, jetra, srčno mreno in ledvice. Okoli 10 % ljudi s pljučnim rakom ob diagnozi nima simptomov. Te oblike raka naključno odkrijejo ob rutinskem rentgenskem slikanju prsnega koša.

## Vzroki
Rak nastane zaradi genetske poškodbe DNK. Ta genetska poškodba vpliva na normalne funkcije celice, vključno s celično proliferacijo, programirano celično smrtjo (apoptoza) in popravljanjem DNK. Z vse večjim številom poškodb se tveganje za raka povečuje.

### Kajenje
Kajenje, predvsem cigaret, je daleč najpogostejši dejavnik za nastanek pljučnega raka. Cigaretni dim vsebuje več kot 60 poznanih karcinogenov, med drugim nitrozamin, benzopiren in radioaktivne izotope, ki nastajajo pri razpadu radona. Poleg tega so raziskave pokazale, da nikotin zavira imunski odziv na rakaste tvorbe v obolelem tkivu. Leta 2000 je bilo v razvitem svetu 90 % smrti zaradi pljučnega raka pri moških (70 % pri ženskah) posledica kajenja. Kajenje je vzrok za nastanek 80–90 % primerov pljučnega raka.
Pasivno kajenje, vdihavanje dima drugega kadilca, je vzrok za pljučnega raka pri nekadilcih. Pasivni kadilec je oseba, ki živi ali dela s kadilcem. Študije iz ZDA,Evrope, Združenega kraljestva, in Avstralije nenehno kažejo bistveno povečano tveganje med tistimi, ki so izpostavljeni pasivnemu kajenju. Tisti, ki živijo z nekom, ki kadi, so za 20–30 % bolj izpostavljeni tveganju, tisti, ki delajo v okolju, v katerem so izpostavljeni neprostovoljnemu kajenju, pa za 16–19 %. Raziskave »stranskega dima«, ki se dviga neposredno iz cigarete, torej ni izdihan dim, kažejo, da je nevarnejši od izdihanega. Pasivno kajenje v ZDA vsako leto povzroči približno 3.400 smrti zaradi pljučnega raka.

### Plin radon
Radon  je plin brez barve in vonja, ki nastaja ob razpadu radioaktivnega radija, razpadnega produkta urana. Najdemo ga v zemeljski skorji. Razpadni produkti ionizirajo genetski material, zaradi česar pride do mutacij, ki včasih postanejo rakaste. Radon je drugi najpogostejši vzrok pljučnega raka v ZDA, takoj za kajenjem. Tveganje se poveča za 8–16 % pri vsakem povečanju koncentracije radona za 100 Bq/m³. Ravni radona se razlikujejo glede na lokacijo in sestavo spodaj ležeče zemlje in skal. V predelih, kot je Cornwall v Združenem kraljestvu (kjer je osnova granit), radon predstavlja veliko težavo, zgradbe pa je treba prezračevati z ventilatorji, ki zmanjšujejo koncentracije radona. Ameriška agencija za zaščito okolja (EPA) ocenjuje, da so v enem od 15 domov v ZDA ravni radona nad priporočeno smernico, ki znaša  4 pikokirije na liter (pCi/l) (148 Bq/m³).

### Azbest
Azbest lahko povzroči vrsto pljučnih bolezni, vključno s pljučnim rakom. Kajenje tobaka in azbest imata sinergijski učinek na nastanek pljučnega raka. Azbest lahko povzroča tudi raka plevre, imenovanega mezoteliom (ki se razlikuje od pljučnega raka).

### Onesnaženost zraka
Onesnaženost zunanjega zraka v manjši meri vpliva na povečanje tveganja za pljučnega raka. Drobni delci (PM2,5) in sulfatni aerosoli, ki se lahko sproščajo v avtomobilskih izpušnih plinih, so nekoliko povezani s povečanim tveganjem. Za dušikov oksid velja, da se z vsakih 10 delcev na milijardo tveganje za pljučnega raka poveča za 14 %. Ocene kažejo, da je onesnaženost zunanjega zraka vzrok za nastanek 1–2 % primerov pljučnega raka.
Nepotrjeni dokazi kažejo povečano tveganje za pljučnega raka zaradi onesnaževanja zraka v zaprtih prostorih v povezavi s kurjenjem lesa, oglja, iztrebkov ali ostankov pridelka za kuhanje in ogrevanje. Ženske, ki so izpostavljene dimu premoga v zaprtih prostorih, so izpostavljene približno dvakrat večjemu tveganju, za številne stranske produkte kurjenja biomase pa je znano ali se domneva, da so karcinogeni. To tveganje prizadene približno 2,4 milijarde ljudi po svetu in domnevno predstavlja vzrok za 1,5 % smrti zaradi pljučnega raka.

### Genetika
Po ocenah od 8 do 14 % pljučnega raka nastane zaradi dednih dejavnikov. Pri sorodnikih oseb s pljučnim rakom je tveganje 2,4-krat večje. Razlog za to je verjetno kombinacija večjega števila genov.

### Drugi vzroki
S pljučnim rakom povezujejo tudi številne druge snovi, vrste zaposlitve in izpostavljenost drugim okoljskim dejavnikom. Po podatkih Mednarodne agencije za raziskave raka (IARC) obstajajo »zadostni dokazi«, da spodaj našteto povzroča pljučnega raka:
- nekatere kovine (proizvodnja aluminija, kadmij in kadmijeve spojine, kromove (VI) spojine, berilij in berilijeve spojine, ulivanje železa in jekla, nikljeve spojine, arzen in anorganske arzenove spojine, rudarsko pridobivanje hematita),
- nekateri produkti zgorevanja (nepopolno zgorevanje, premog (notranje emisije zaradi sežiganja premoga za gospodinjske namene), uplinjevanje premoga, premogova katranska smola, proizvodnja koksa, saje, izpuhi dizelskih motorjev)
- ionizirajoče sevanje (rentgensko sevanje, radon222 in njegovi razpadni produkti, sevanje gama, plutonij),
- nekateri toksični plini (metileter, bis-(klorometil)eter, gorčični plin, MOPP (mešanica kemikalij za kemoterapijo), hlapi pri pleskanju),
- silicijev dioksid kot kristaliničen prah, na primer v proizvodnji pnevmatik.

## Patogeneza
Podobno kot pri ostalih rakih se pljučni rak sproži z aktiviranjem onkogenov ali deaktiviranjem tumor-supresorskih genov. Zaradi onkogenov naj bi bili ljudje bolj dovzetni za razvoj raka. Protoonkogeni se spremenijo v onkogene, kadar so izpostavljeni določenim karcinogenom. Mutacije v protoonkogenu K-ras so vzrok za nastanek 10–30 % pljučnih adenokarcinomov. Receptor za epidermalni rastni faktor (EGFR) uravnava celično proliferacijo, apoptozo, angiogenezo in tumorsko invazijo. Mutacije in amplifikacija EGFR so pogoste pri drobnoceličnem pljučnem raku ter so osnova za zdravljenje z zaviralci EGFR. Mutacije gena Her2/neu so manj pogoste. Kromosomske poškodbe lahko vodijo do izgube heterozigotnosti. To lahko povzroči inaktivacijo tumor-supresorskih genov. Kromosomske poškodbe na delih 3p, 5q, 13q in 17p so pogoste predvsem pri drobnoceličem pljučnem karcinomu. Tumor-supresorski gen p53, ki je na kromosomu 17p, je prizadet v 60-75 % primerov. Ostali geni, ki so pogosto mutirani ali se amplificirajo, so c-MET, NKX2-1,LKB1, PIK3CA in BRAF.

## Diagnoza
Radiogram prsnega koša je eden od prvih korakov pri preiskavi osebe s simptomi, ki kažejo na pljučnega raka. Ta lahko pokaže očitno tvorbo, razširitev mediastinuma (kar kaže na razširitev na bezgavke), atelektazo (kolaps), konsolidacijo (pljučnica) ali plevralni izliv. Računalniška tomografija (CT) se običajno uporablja za pridobivanje več informacij o tipu in razširjenosti bolezni. Bronhoskopija ali s CT vodena biopsija se pogosto uporablja za vzorčenje tumorja za histopatologijo.
Pljučni rak je na radiogramu prsnega koša podoben posledicam nekaterih drugih bolezni, kot so tuberkuloza, glivične okužbe, metastatski rak ali nekatere oblike pljučnice. Manj pogosti vzroki za nastanek osamljenih pljučnih vozličev, ki jih pogosto opazimo pri pljučnem raku, so med drugim hamartomi, bronhogena cista, adenomi, arteriovenska malformacija, pulmonalna sekvestracija, revmatoidni vozliči, Wegenerjeva granulomatoza ali limfom. Pljučni rak občasno odkrijejo tudi po naključju kot osamljen pljučni vozlič iz kakega drugega razloga opravljenem radiogramu ali CT-sliki prsnega koša. Dokončna diagnoza pljučnega raka temelji na histolopatološkem pregledu klinično ali radiološko sumljivega tkiva.

### Klasifikacija
| Histološka vrsta         | Incidenca na 100.000 ljudi na leto |
| ------------------------ | ---------------------------------- |
| Vse vrste                | 66,9                               |
| Adenokarcinom            | 22,1                               |
| Ploščatocelični karcinom | 14,4                               |
| Drobnocelični karcinom   | 9,8                                |

Pljučni raki so razvrščeni glede na histološko vrsto. Ta klasifikacija je pomembna za določanje zdravljenja in predvidevanje rezultatov zdravljenja bolezni. Veliko večino pljučnih rakov predstavljajo karcinomi – maligne tvorbe, ki nastanejo iz epitelijskih celic. Karcinomi pljuč se razvrščajo po velikosti in videzu malignih celic, ki jih pod mikroskopom pregleda histopatolog. Dva velika razreda sta nedrobnocelični pljučni karcinom (NSCLC) in drobnocelični pljučni karcinom (SCLC).

#### Nedrobnocelični pljučni karcinom (NSCLC)
Tri glavne podvrste NSCLC so adenokarcinom, ploščatocelični karcinom in pljučni karcinom velikih celic.
Skoraj 40 % karcinomov pljuč predstavljajo adenokarcinomi, ki običajno nastanejo v perifernem pljučnem tkivu. Veliko primerov adenokarcinomov je povezanih s kajenjem, tudi pri ljudeh, ki so v svojem življenju pokadili manj kot 100 cigaret, je adenokarcinom najpogostejša oblika pljučnega raka. Bronhioloalveolarni karcinom, podvrsta adenokarcinoma, je pogostejši pri ženskah, ki so v življenju pokadile manj kot 100 cigaret, pacientke (in pacienti) z njim imajo boljšo možnost za dolgoročno preživetje.
Ploščatocelični karcinom predstavlja okoli 30 % vseh primerov pljučnega raka. Tipično se pojavlja v bližini velikih dihalnih poti. V sredini tumorja je običajno votla luknja in s tem povezana odmrtje celic.Okoli 9 % pljučnih rakov predstavljajo karcinomi velikih celic. Tako ime imajo zato, ker so rakave celice velike, imajo odvečno citoplazmo, velika jedra in jasno vidna jedrca.

#### Drobnocelični karcinom pljuč (SCLC)
Pri drobnoceličnem karcinomu pljuč (SCLC) celice vsebujejo zgoščene nevrosekretorne granule (vezikle, ki vsebujejo nevroendokrine hormone), zaradi česar take tumorje povezujemo z endokrinim/paraneoplastičnim sindromom. Večina primerov izvira iz velikih dihalnih poti (primarnih in sekundarnih bronhijev). Ti raki rastejo hitro in se razširijo zgodaj v poteku bolezni. Šestdeset do sedemdeset odstotkov ima ob ugotovitvi bolezni že zasevke. Ta vrsta pljučnega raka je močno povezana s kajenjem.

#### Druge vrste
Poznamo štiri glavne histološke podvrste, čeprav so nekatere oblike rakov lahko kombinacija različnih podvrst. Redke podvrste vključujejo rak žleze slinavke, pljučni karcinoid in nediferencirane karcinome.

#### Zasevki
| Histološka vrsta         | Imunsko barvanje                                                             |
| ------------------------ | ---------------------------------------------------------------------------- |
| Ploščatocelični karcinom | CK5/6 pozitivno CK7 negativno                                                |
| Adenokarcinom            | CK7 pozitivno TTF-1 pozitivno                                                |
| Karcinom velikih celic   | TTF-1 negativno                                                              |
| Drobnocelični karcinom   | TTF-1 pozitivno CD56 pozitivno Kromograniin pozitivno Sinaptofizin pozitivno |

Tumorji iz drugih delov telesa se pogosto razširijo v pljuča. Sekundarni raki se klasificirajo po mestu izvora, npr. rak dojke, ki se je razširil na pljuča, se imenuje metastatski rak dojke. Zasevki imajo na radiogramu prsnega koša pogosto značilno okroglo obliko.
Zasevki primarnih pljučnih rakov se najpogosteje pojavijo v možganih, kosteh, jetrih in nadledvični žlezi. Imunsko barvanje pri biopsiji pogosto pomaga določiti prvotni izvor.

### Določanje stadija bolezni
Določanje stadija raka pljuč (angl. staging) je ocena stopnje razširitve raka s prvotnega žarišča. Je eden od dejavnikov, ki vplivajo na prognozo in potencialno zdravljenje pljučnega raka.
Začetna ocena stadija drobnoceličnega pljučnega raka uporablja klasifikacijo TNM. Temelji na velikosti primarnega tumorja (T), prizadetosti bezgavk (N) in oddaljenih metastazah (M). Stadij se označuje s stopnjami – od skritega raka do stopenj 0, IA (ena-A), IB, IIA, IIIA, IIIB in IV (štiri). Razvrstitev v skupine po stadijih je v pomoč pri izbiri zdravljenja in oceni prognoze.
Drobnocelični pljučni karcinom se tradicionalno deli na »omejen stadij« (omejen na eno polovico prsnega koša in znotraj enega tolerančnega polja radioterapije) ali »obsežen stadij« (bolj razširjena bolezen). Klasifikacije TNM in dodeljevanje v skupine sta v pomoč pri ugotavljanju prognoze.
Tako pri nedrobnoceličem pljučnem karcinomu kot pri drobnoceličem pljučnem karcinomu obstajata dve glavni vrsti določanja stadijev bolezni – klinična in kirurška. Klinična določitev stadija se izvede pred operacijo. Temelji na rezultatih raznih slikanj (kot sta CT in PET-CT) in izvidu biopsije. Kirurška določitev stadija pa se izvede med operacijo ali po njej ter temelji na kombinaciji rezultatov kirurških in kliničnih ugotovitev, vključno s kirurškim vzorčenjem bezgavk prsnega koša.

## Preventiva
Medtem ko so v večini držav karcinogene snovi v industrijski in gospodinjski uporabi prepovedane, je kajenje tobaka še vedno zelo razširjeno. Preventiva, torej prenehanje kajenja in vztrajanje pri nekadilstvu, je najbolj učinkovit način za zmanjšanje možnosti za razvoj pljučnega raka.
Politični ukrepi za zmanjšanje pasivnega kajenja na javnih mestih, kot so restavracije in delovna mesta, so postali pogosta praksa v številnih zahodnih državah. V Butanu prepoved kajenja velja od leta 2005, medtem ko so v Indiji kajenje na javnih mestih prepovedali oktobra 2008. V Sloveniji velja prepoved kajenja v javnih in delovnih zaprtih prostorih od leta 2007, z napovedjo novih omejitev. Svetovna zdravstvena organizacija je pozvala vlade, da uvedejo popolno prepoved oglaševanja tobačnih izdelkov in tako preprečijo, da bi mladi začeli kaditi. Po ocenah so take prepovedi, kjer so bile uvedene, zmanjšale porabo tobačnih izdelkov za 16 %.
Dolgotrajna uporaba vitamov A, C, D ali E ne zmanjša tveganja za pljučnega raka. Nekatere raziskave nakazujejo, da je pri ljudeh, katerih prehrana vsebuje več zelenjave in sadja, tveganje nižje, vendar je razlog za to verjetno, da ljudje, ki se zdravo prehranjujejo, večinoma tudi zdravo živijo – in ne kadijo. Natančnejše študije niso pokazale jasne povezave.

### Presejalni testi
Presejalno testiranje pomeni uporabo medicinskih testov za odkrivanje bolezni pri asimptomatskih osebah, t. j. osebah, ki ne kažejo znakov bolezni. Možni presejalni testi za pljučnega raka vključujejo pregled izkašljane sluzi, radiogram prsnega koša in slikanje (CT), ob čemer velja poudariti, da se presejalni programi z radiogramom prsnega koša ali citologijo niso pokazali za učinkovite. Izvajanje presejalnih testov pri osebah z visokim tveganjem (ljudje med 55. in 79. letom, z več kot 30 zavojčkov-let (enota za dolgotrajno kajenje, = št. zavojčkov na dan × št. let, angl. pack-year) ali ki so že zboleli za pljučnim rakom) enkrat na leto s slikanjem CT z nizkim odmerkom lahko zmanjša verjetnost smrti zaradi pljučnega raka za 0,3 % (absolutno zmanjšanje tveganja) oz. 20 % relativno zmanjšanje tveganja). Pri presejalnih testih obstaja visoka stopnja lažno pozitivnih rezultatov, zaradi katerih lahko pride do nepotrebnih invazivnih posegov in občutnih finančnih stroškov. Na vsak pozitiven test jih je več kot 19 lažno pozitivnih. Izpostavljenost rentgenskemu sevanju je še ena potencialna slabost prepogostih presejalnih testov.

## Zdravljenje
Zdravljenje pljučnega raka je odvisno od tipa rakavih celic, stadija razširjenosti raka ter splošne zmožnosti pacienta za zdravljenje. Pogoste vrste zdravljenja so paliativno, operacija, kemoterapija in obsevanje.

### Operacija
Če se s preiskavami potrdi NSCLC, se dalje določi, ali je rakavo tkivo lokalizirano in ali ga je mogoče operativno v celoti odstraniti. Za to določitev se uporabita slikanje CT in pozitronska emisijska tomografija (PET-CT). Če obstaja sum na vključenost mediastinalnih bezgavk, se lahko za odvzem vzorca bezgavke uporabi mediastinoskopija, ki omogoča še natančnejšo določitev stadija. Primernost bolnika za operacijo se oceni s preiskavo krvi in spiromerijo. Če slednja pokaže slabe dihalne rezerve, operacija morda ni mogoča.
V večini primerov nedrobnoceličnega karcinoma pljuč v zgodnjem stadiju je kirurška izbira odstranitev pljučnega režnja (lobektomija). Pri ljudeh, ki niso primerni za popolno lobektomijo, se lahko opravi manjši izrez režnjiča (klinasta resekcija). Vendar je pri klinasti resekciji tveganje ponovitve večje kot pri lobektomiji. Z brahiterapijo z radioaktivnim jodom na robovih klinaste resekcije se lahko zmanjša tveganje ponovitve. Redko se opravi odstranitev celega pljučnega krila (pnevmonektomija). Video-asistirana torakoskopska kirurgija (VATS) in VATS-lobektomija uporabljata minimalno invazivni pristop k operativnemu zdravljenju pljučnega raka. VATS-lobektomija je enako učinkovita v primerjavi z običajno odprto lobektomijo, vendar je manj pooperativnih bolezni.
Pri SCLC se običajno uporablja kemoterapija in/ali radioterapija. Vendar pa se ponovno preučuje vloga kirurških posegov pri SCLC. Operacija lahko izboljša rezultat, kadar je opravljena skupaj s kemoterapijo in obsevanjem v zgodnjih stadijih SCLC.

### Radioterapija
Radioterapija se pogosto uporablja skupaj s kemoterapijo; lahko se uporabi s kurativnim namenom pri osebah z NSCLC, ki niso primerne za operacijo. Ta oblika visoko intenzivne radioterapije se imenuje radikalna radioterapija. Izboljšana različica te tehnike je kontinuirana hiperfrakcionirana pospešena radioterapija (angl. »continuous hyperfractionated accelerated radiotherapy« – CHART), pri kateri se daje visok odmerek radioterapije v kratkem času. Po operaciji s kurativnim namenom se za NSCLC običajno ne bi smela uporabiti pooperativna radioterapija prsnega koša. Nekaterim osebam, pri katerih je vključena mediastinalna bezgavka N2, pa lahko pooperativna radioterapija koristi.
Za potencialno ozdravljive primere SCLC se poleg kemoterapije pogosto priporoča radioterapija prsnega koša.
Če rast raka blokira majhen del bronhija, se lahko neposredno v dihalni poti opravi brahiterapija (lokalizirana radioterapija), da se odpre prehod. V primerjavi s teleradioterapijo brahiterapija vedno omogoča skrajšanje časa zdravljenja in manjšo izpostavljenost sevanju za zdravstveno osebje.
Preventivno obsevanje glave je vrsta obsevanja možganov, ki se uporablja za zmanjšanje tveganja za nastanek zasevkov. Preventivno obsevanje glave je najuspešnejše pri SCLC. Pri bolezni z omejenim stadijem se s preventivnim obsevanjem glave triletno preživetje poveča s 15 % na 20 %, pri obsežni bolezni pa se enoletno preživetje poveča s 13 % na 27 %.
Nedavne izboljšave na področju ciljnega obsevanja in slikanja so privedle do razvoja stereotaktičnega obsevanja pri zdravljenju pljučnega raka v zgodnjih stadijih. Pri tej obliki radioterapije se v majhnem številu obsevanj dovaja majhne odmerke sevanja, in sicer s stereotaktičnimi tehnikami ciljnega obsevanja. Uporablja se večinoma pri pacientih, ki zaradi sočasnih drugih bolezni (komorbidnost) niso primerni kandidati za operacijo.
Tako pri bolnikih z NSCLC kot s SCLC se lahko uporablja obsevanje prsnega koša v manjših odmerkih za nadzorovanje simptomov (paliativna radioterapija).

### Kemoterapija
Režim kemoterapije je odvisen od vrste tumorja. Drobnocelični karcinom pljuč (SCLC) se tudi v relativno zgodnjem stadiju bolezni primarno zdravi s kemoterapijo in obsevanjem. Pri SCLC se najpogosteje uporabljata cisplatin in etopozid. Uporabljajo se tudi kombinacije s karboplatinom, gemcitabinom, paklitakselom, vinorelbinom, topotekanom in irinotekanom. Pri napredovalem nedrobnoceličnem karcinomu pljuč (NSCLC) kemoterapija izboljša preživetje in se uporablja kot zdravljenje prvega izbora, če je oseba dovolj zdrava za takšno zdravljenje. Običajno se uporabljata dve zdravili, in sicer eno pogosto temelji na platini (bodisi cisplatin ali karboplatin). Druga pogosto uporabljena zdravila so gemcitabin, paklitaksel, docetaksel, pemetreksed, etopozid ali vinorelbin.
Adjuvantna kemoterapija pomeni uporabo kemoterapije po kurativni operaciji za izboljšanje rezultata. Pri NSCLC se med operacijo odvzamejo vzorci bližnjih bezgavk, kar omogoča določanje stadija. Če je potrjen stadij II ali III, adjuvantna kemoterapija izboljša petletno prežitvetje za 5 %. Kombinacija vinorelbina in cisplatina je učinkovitejša od starejših režimov. Adjuvantna kemoterapija je pri osebah s stadijem raka IB sporna, saj dosedanja klinična preizkušanja niso jasno pokazala koristi za preživetje. Preizkušanja predoperativne kemoterapije (neoadjuvantna kemoterapija) pri odstranljivem NSCLC niso omogočila jasnega zaključka.

### Paliativna nega
Pri terminalnih bolnikih oz. bolnikih z zadnjim stadijem bolezni je lahko ustrezna paliativna (blažilna) nega oz. nega v hospicu. Takšni pristopi omogočajo dodatno preučevanje možnosti zdravljenja oz. sprejemanje tehtne končne odločitve, na podlagi katerih se lahko izognemo nekoristni in dragi negi ob koncu življenja.
Kemoterapijo je mogoče kombinirati s paliativno nego pri zdravljenju NSCLC. Pri napredovalih primerih ustrezna kemoterapija izboljša povprečno preživetje zgolj na podlagi podporne nege, izboljša pa tudi kakovost življenja. Skupaj s primernim telesnim stanjem kemoterapija med paliativnim zdravljenjem pljučnega raka zagotavlja 1,5- do 3 mesečno podaljšanje preživetja, blaženje simptomov in izboljšanje kakovosti življenja, boljši rezultati pa so pri tem bili opaženi z modernimi sredstvi. Skupina za sodelovanje za metaanalizo NSCLC priporoča, da se pri NSCLC preuči možnost zdravljenja s kemoterapijo, če jo prejemnik želi in lahko prenese.

## Prognoza
| Klinični stadij | Petletno preživetje (%)        | Petletno preživetje (%)      |
| Klinični stadij | Nedrobnocelični karcinom pljuč | Drobnocelični karcinom pljuč |
| --------------- | ------------------------------ | ---------------------------- |
| IA              | 50                             | 38                           |
| IB              | 47                             | 21                           |
| IIA             | 36                             | 38                           |
| IIB             | 26                             | 18                           |
| IIIA            | 19                             | 13                           |
| IIIB            | 7                              | 9                            |
| IV              | 2                              | 1                            |

Prognoza je na splošno slaba. Od vseh bolnikov s pljučnim rakom jih 15 % preživi pet let po diagnozi. Stadij je pri diagnozi pogosto že napredoval. Ob pojavitvi simptomov je 30–40 % primerov NSCLC v stadiju IV in 60 % SCLC v stadiju IV.
Prognostični dejavniki pri NSCLC so prisotnost ali odsotnost pljučnih simptomov, velikost tumorja, tipa celic, stopnje razširjenosti (stadij in zasevki v več bezgavkah ter vaskularna invazija). Pri osebah z neozdravljivo boleznijo so izidi slabši pri tistih s slabšo telesno zmogljivostjo in pri osebah, ki izgubijo več kot 10 % telesne teže. Prognostični dejavniki pri drobnoceličnem pljučnem raku vključujejo telesno zmogljivost, spol, stadij bolezni in vključenost osrednjega živčevja ali jeter v času diagnoze.
Pri NSCLC se najboljša prognoza doseže s popolno resekcijo bolezni v stadiju IA, pri kateri je petletno preživetje do 70 %. Pri SCLC je skupno petletno preživetje približno 5 %. Ljudje z obsežnim rakom SCLC imajo povprečno petletno preživetje manj kot 1 %. Povprečen čas preživetja pri boleznih z omejenim stadijem je 20 mesecev z 20 % petletno stopnjo preživetja.
Po podatkih ameriškega Nacionalnega inštituta za raka (National Cancer Institute) je srednja starost oseb v času diagnoze pljučnega raka v Združenih državah Amerike 70 let, srednja starost ob smrti pa 72 let. V ZDA je boljši izid verjetnejši pri ljudeh, ki imajo zdravstveno zavarovanje.

## Epidemiologija
| no data ≤ 5 5-10 10-15 15-20 20-25 25-30 | 30-35 35-40 40-45 45-50 50-55 ≥ 55 |

V svetovnem merilu je pljučni rak najpogostejši rak tako z vidika pojavnosti kot smrtnosti. Leta 2008 je bilo 1,61 milijona novih primerov in 1,38 milijona smrti zaradi pljučnega raka. Najvišje stopnje so v Evropi in Severni Ameriki. Segment prebivalstva, pri katerem je verjetnost za pljučnega raka najvišja, so osebe, stare nad 50 let, ki so kadile oz. kadijo. V primerjavi s smrtnostjo pri moških, ki se je pred več kot 20 leti začela zmanjševati, se je stopnja smrtnosti zaradi pljučnega raka pri ženskah v zadnjih desetletjih povečevala in se je šele pred kratkim začela umirjati. V ZDA je življenjsko tveganje, da bi zboleli za pljučnim rakom, 8 % pri moških in 6 % pri ženskah.
Na vsake 3–4 milijone pokajenih cigaret se pojavi ena smrt zaradi pljučnega raka. Tobačni mogotci (»Big Tobacco«) imajo velik vpliv na kadilsko kulturo. Pri mladih nekadilcih, ki vidijo tobačne oglase, je verjetnost, da bodo začeli kaditi, večja. Vloga pasivnega kajenja se vedno bolj prepoznava kot dejavnik tveganja za pljučnega raka, kar vodi do intervencijskih politik za zmanjšanje neželene izpostavljenosti nekadilcev tobačnemu dimu drugih. Emisije avtomobilov, tovarn in elektrarn prav tako predstavljajo potencialno tveganje.
V vzhodni Evropi je najvišja smrtnost zaradi pljučnega raka med moškimi, v severni Evropi in ZDA pa je najvišja smrtnost med ženskami. V ZDA je višja pojavnost pri črnskih moških in ženskah. Stopnja pljučnega raka je trenutno nižja v državah v razvoju. Zaradi povečevanja kajenja v državah v razvoju je v naslednjih nekaj letih pričakovati povišanje, zlasti na Kitajskem in v Indiji.
Od 60. let dvajsetega stoletja se je stopnja pljučnega adenokarcinoma v primerjavi z drugimi vrstami pljučnega raka začela višati. Eden od možnih vzrokov je uvedba cigaret s filtrom. Uporaba filtra namreč odstrani večje delce iz tobačnega dima in s tem zmanjša nalaganje v večjih dihalnih poteh. Vendar mora zaradi tega kadilec dim vdihniti globlje, da bi prejel enako količino nikotina, s čimer poveča nalaganje delcev v manjših dihalnih poteh, kjer se pogosto pojavi adenokarcinom. Pojavnost pljučnega adenokarcinoma se še naprej povečuje.

### Slovenija
V Sloveniji se je pojavnost pljučnega raka pri moških večala do leta 1995, nato je padala in je bila leta 1998 82/100.000 moških (19 % vsega raka pri moških). Pri ženskah se pojavnost stalno veča, leta 1998 je bila 19/100.000, pljučni rak je
pomenil 5 % vsega raka. Razmerje moški proti ženskam je bilo 4 : 14. Do leta 2004 je bil pljučni rak najpogostejši malignom pri moških; leta 2005, ko je bilo registrirano 846 novih primerov, pa ga je na prvem mestu zamenjal rak prostate. Pri ženskah je bil pljučni rak leta 2005 po pogostnosti glede na druge rake že na petem mestu; registriranih
je bilo 299 novih primerov. Pri moških je bil v vseh obdobjih najpogostejši ploščatocelični karcinom, vendar se njegov delež zmanjšuje, povečuje pa se delež žleznih karcinomov. Pri ženskah prevladujeta žlezni in drobnocelični karcinom, tudi pri njih se povečuje delež žleznih karcinomov.

## Zgodovina
Pljučni rak je bil pred prihodom cigaret redek. Do leta 1761 ni bil prepoznan kot posebna bolezen. Različni vidiki pljučnega raka so bili podrobneje opisani leta 1810. Maligni pljučni tumorji so leta 1878 predstavljali le 1 % vseh oblik raka, zabeleženih pri avtopsijah, do začetka 20. stoletja so se povečali na 10–15 %. Leta 1912 je bilo po vsem svetu le 374 opisanih primerov v medicinski literaturi, vendar je pregled avtopsij pokazal, da se je pojavnost pljučnega raka z 0,3 % leta 1852 povečala na 5,66 % leta 1952. Leta 1929 je v Nemčiji zdravnik Fritz Lickint ugotovil povezavo med kajenjem in pljučnim rakom, ki je vodila do agresivne protikadilske kampanje v nacistični Nemčiji. Raziskava British Doctors Study, objavljena v 50. letih dvajsetega stoletja, je bila prvi trden epidemiološki dokaz o povezavi med pljučnim rakom in kajenjem. Posledično je leta 1964 Surgeon General of the United States kadilcem priporočil, da opustijo kajenje.
Povezava s plinom radonom je bila prvič ugotovljena med rudarji v Češkem rudogorju blizu Schneeberga na Saškem. Od leta 1470 so tam kopali srebro. Ti rudniki so bogati z uranom in hkrati z radijem in radonom. Rudarji so neobičajno pogosto zboleli na pljučih. Pozneje, v 70. letih 19. stoletja, pa so ugotovili, da gre za pljučnega raka. Kljub temu odkritju se je rudarjenje nadaljevalo v 50. leta dvajsetega stoletja zaradi povpraševanja Sovjetske zveze po uranu. Radon je bil kot vzrok pljučnega raka potrjen v 60. letih dvajsetega stoletja.
Prvo uspešno pnevmonektomijo za pljučnega raka so izvedli leta 1933. Paliativno radioterapijo so začeli uporabljati v 40. letih dvajsetega stoletja. Radikalna radioterapija (začeli so jo uporabljati v 50. letih) je bila poskus uporabe večjega odmerka obsevanja pri bolnikih z relativno zgodnjim stadijem pljučnega raka, ki sicer niso bili ustrezni kandidati za operacijo. Leta 1997 se je kot boljša možnost v primerjavi s konvencionalno radikalno radioterapijo izkazala kontinuirana hiperfrakcionirana pospešena radioterapija. Pri drobnoceličnem karcinomu pljuč so bili v 60. letih začetni poskusi resekcije in radikalne radioterapije neuspešni. V 70. letih so razvili uspešne kemoterapevtske režime.